# Tony Randel
Tony Randel, né le 29 mai 1956 est un réalisateur, scénariste et monteur américain. Il est parfois crédité sous le nom Anthony Randel.

## Filmographie
Sauf indication contraire, les informations mentionnées dans cette section peuvent être confirmées par la base de données cinématographiques IMDb,  présente dans la section « Liens externes ».

### Monteur

#### Cinéma
- 1983 : Space Raiders (en) de Howard R. Cohen
- 1987 : Hellraiser : Le Pacte de Clive Barker (non crédité)
- 1988 : Hellraiser 2 (Hellbound: Hellraiser II) de lui-même (non crédité comme monteur)
- 2003 : Mia thalassa makria de Ersi Danou
- 2008 : The Double Born de lui-même
- 2009 : Perdus dans les bois (Lost in the Woods) de Jim Wynorski
- 2009 : Danny la terreur (Baby-Sitters Beware) de Douglas Horn et Wallace J. Molton
- 2010 : Monster Cruise de  	Jim Wynorski
- 2014 : Lucky Bastard (en) de Robert Nathan
- 2014 : How We Got Away with It de Jon Lindstrom
- 2014 : A Simple Game (court métrage) de John Dowalo
- 2014 : Yes, And... de Alex Chu
- 2015 : The Hybrids Family (en) de lui-même
- 2015 : The Last Envelope (court métrage) de John Dowalo
- 2016 : Nessie & Me (en) de Jim Wynorski
- 2016 : A Doggone Christmas (en) de Jim Wynorski
- 2017 : Highland Cafe (court métrage) de Yuehan Zhang
- 2017 : A Doggone Hollywood (en) de Jim Wynorski
- 2017 : Physical Beauty & Other Abnormalities (court métrage) de James Edward Quinn
- 2018 : Sacrificial de Tony Schweikle
- 2018 : A Doggone Adventure de lui-même
- 2018 : CobraGator de Jim Wynorski
- 2019 : Io de Jonathan Helpert
- 2020 : Tidy Tim's de Shane Woodson

#### Série télévisée
- 2012-2013 : Divergence (10 épisodes)

#### Téléfilms
- 2010 : Dinocroc vs. Supergator de Jim Wynorski
- 2011 : Camel Spiders (en) de Jim Wynorski
- 2012 : Piraconda (Piranhaconda) de Jim Wynorski
- 2012 : Gila! de Jim Wynorski
- 2015 : Sharkansas (en) (Sharkansas Women's Prison Massacre) de Jim Wynorski

### Producteur

#### Cinéma
- 2015 : The Hybrids Family (en) de lui-même
- 2016 : A Doggone Christmas (en) de Jim Wynorski
- 2017 : A Doggone Hollywood (en) de Jim Wynorski
- 2018 : A Doggone Adventure de lui-même

#### Téléfilm
- 2015 : Sharkansas (en) (Sharkansas Women's Prison Massacre) de Jim Wynorski

### Réalisateur

#### Cinéma
- 1985 : Def-Con 4 (en) (non crédité)
- 1988 : Hellraiser 2 (Hellbound: Hellraiser II)
- 1991 : Inside Out (segment The Leda)
- 1991 : Les Enfants des ténèbres (Children of the Night)
- 1992 : Amityville 1993 : Votre heure a sonné (Amityville 1992: It's About Time)
- 1992 : Inside Out II (segment The Freak)
- 1993 : Ticks (Infested)
- 1995 : North Star : La Légende de Ken le Survivant (Fist of the North Star)
- 1996 : Confiance aveugle (One Good Turn)
- 1998 : Assignment Berlin
- 2008 : The Double Born
- 2015 : The Hybrids Family (en)
- 2018 : A Doggone Adventure

#### Télévision

##### Séries télévisées
- 1998 : Power Rangers : Dans l'espace (Power Rangers: In Space) (saison 1, épisode 29 et 30)
- 1998-1999 : Beyond Belief: Fact or Fiction (en) (10 épisodes)

##### Téléfilms
- 1996 : Morsures (Rattled)
- 1996 : Ein tödliches Vergehen

### Scénariste
- 1984 : Le Retour de Godzilla (Gojira) de Kōji Hashimoto
- 1985 : Grunt! The Wrestling Movie de Allan Holzman
- 1991 : Inside Out de lui-même (segment The Leda)
- 1991 : Les Enfants des ténèbres (Children of the Night) de lui-même
- 1992 : Hellraiser 3 (Hellraiser III: Hell on Earth) de Anthony Hickox
- 1992 : Inside Out II de lui-même (segment The Freak)
- 1995 : North Star : La Légende de Ken le Survivant (Fist of the North Star) de lui-même
- 2008 : The Double Born de lui-même